# Lidia Grzesiuk
Lidia Stanisława Grzesiuk, (ur. 13 listopada 1942 w Warszawie) – polska psycholożka, wykładowczyni.

## Życiorys
W 1965 ukończyła psychologię na Uniwersytecie Warszawskim, 1972 uzyskała stopień doktora na podstawie pracy Czynniki warunkujące różnice w zakresie aktywacji między schizofrenikami i ludźmi zdrowymi (promotor: Janusz Reykowski), w 1978 doktora habilitowanego Style interpersonalnej komunikacji. W 1995 otrzymała tytuł profesor zwyczajnej. Aktualnie kierownik w Zakładzie Psychoterapii w Instytucie Psychologii na Uniwersytecie Kardynała Stefana Wyszyńskiego.
W latach 1965-1967 pracowała w klinice psychiatrycznej Akademii Medycznej w Warszawie. W rozpoczęła 1967 pracę naukową w Katedrze Psychologii Ogólnej Wydziału Pedagogicznego UW, następnie Wydziału Psychologii na Uniwersytecie Warszawskim.  Zajmuje się m.in. czynnikami determinującymi skuteczność komunikacji interpersonalnej oraz podstawowymi zagadnieniami psychoterapii.

## Wybrane publikacje
- Fizjologiczne podstawy zachowania (1974)
- Style komunikacji interpersonalnej (1979)
- Studia nad komunikacją interpersonalną (1994)
- Psychoterapia : szkoły, zjawiska, techniki i specyficzne problemy, praca zbiorowa pod red. Lidii Grzesiuk, Warszawa : Wydaw. Naukowe PWN, 1994, ISBN 83-01-11406-1
- redaktor naukowa siedmiotomowego podręcznika akademickiego Psychoterapia, Warszawa, Eneteia Wydawnictwo Psychologii i Kultury.
"Psychoterapia. Teoria", 2005, ISBN 83-85713-61-1
"Psychoterapia. Praktyka", 2006, ISBN 83-85713-62-X
"Psychoterapia. Badania i szkolenie", 2006, ISBN 83-85713-63-8
"Psychoterapia. Integracja", 2010, ISBN 978-83-61538-14-1.
"Psychoterapia. Problemy pacjentów", 2011, ISBN 978-83-61538-15-8.
"Psychoterapia. Szkoły i metody", 2011, ISBN 978-83-61538-16-5.
"Psychoterapia. Pogranicza", 2012, ISBN 978-83-61538-17-2.

## Nagrody i wyróżnienia
- Nagroda ministra - 1977, 1980, 1995, 2007[1]
- Nagroda rektora UW - 1977, 1980, 1981, 1983, 1987, 1989, 1990, 1991[1]
- Nagroda im. B. Zawadzkiego przyznana przez PTP - 1994[1]